# No Place to Go (film 1939)
No Place to Go è un film drammatico del 1939, diretto da Terry O. Morse e scritto da Fred Niblo Jr., Lee Katz e Lawrence Kimble. I protagonisti sono interpretati da Dennis Morgan, Gloria Dickson, Fred Stone, Sonny Bupp, Aldrich Bowker e Charles Halton. Il film è stato distribuito negli Stati Uniti dalla Warner Bros. il 23 settembre 1939.